# Bričevlje
Bričevlje (cyr. Бричевље) – wieś w Serbii, w okręgu jablanickim, w mieście Leskovac. W 2011 roku liczyła 196 mieszkańców.